# Xã Franklin, Quận DeKalb, Illinois
Xã Franklin (tiếng Anh: Franklin Township) là một xã thuộc quận DeKalb, tiểu bang Illinois, Hoa Kỳ. Năm 2010, dân số của xã này là 2.502 người.